# Лук ледниковый
Лук ледниковый (лат. Allium glaciale) — многолетнее травянистое растение, вид рода Лук (Allium) семейства Луковые (Alliaceae).

## Распространение и экология
В природе ареал вида охватывает Памиро-Алай. Найден на южном каменистом склоне Туркестанского хребта возле Зеравшанского ледника. Эндемик.

## Ботаническое описание
Луковица одиночная, коническая, диаметром 0,75—1 см, длиной 2—3 см, с желтовато-буроватыми, кожистыми, цельными или многда немного расщепленными на волокна оболочками, прикреплена к восходящему, покрытому остатками луковиц прошлых лет, корневищу. Стебель высотой 20—30 см, толстоватый, округлый, гладкий, едва ребристый, на одну треть или почти до половины одетый гладкими расставленными влагалищами листьев.
Листья в числе 3—4, линейные, шириной 2—3 мм, плоские, по краю гладкие или мелко-шероховатые, короче стебля.
Чехол коротко заострённый, равный зонтику или немного длиннее его, остающийся. Зонтик шаровидный, многоцветковый, густой, головчатый. Листочки колокольчатого околоцветника розоватые, с сильной пурпурной жилкой, длиной около 4 мм, линейно-продолговатые, очень тупые, наружные немного короче внутренних. Нити тычинок немного длиннее листочков околоцветника, при самом основании между собой и с околоцветником сросшиеся, цельные, шиловидные, внутренние немного шире. Столбик выдается из околоцветника.

## Таксономия
Вид Лук ледниковый входит в род Лук (Allium) семейства Луковые (Alliaceae) порядка Спаржецветные (Asparagales).
|  |                                      |  |                                                             |                                                             |                   |  | ещё 24 семейства (согласно Системе APG II) | ещё 24 семейства (согласно Системе APG II) |                     |  |  |  | ещё более 870 видов |
|  |                                      |  |                                                             |                                                             |                   |  | ещё 24 семейства (согласно Системе APG II) | ещё 24 семейства (согласно Системе APG II) |                     |  |  |  | ещё более 870 видов |
|  |                                      |  |                                                             | порядок Спаржецветные                                       |                   |  |                                            |                                            | род Лук             |  |  |  |                     |
|  |                                      |  |                                                             | порядок Спаржецветные                                       |                   |  |                                            |                                            | род Лук             |  |  |  |                     |
|  | отдел Цветковые, или Покрытосеменные |  |                                                             |                                                             | семейство Луковые |  |                                            |                                            | вид Лук ледниковый  |  |  |  |                     |
|  | отдел Цветковые, или Покрытосеменные |  |                                                             |                                                             | семейство Луковые |  |                                            |                                            |                     |  |  |  |                     |
|  |                                      |  | ещё 44 порядка цветковых растений (согласно Системе APG II) | ещё 44 порядка цветковых растений (согласно Системе APG II) |                   |  |                                            | ещё около 300 родов                        | ещё около 300 родов |  |  |  |                     |
|  |                                      |  |                                                             | ещё 44 порядка цветковых растений (согласно Системе APG II) |                   |  |                                            |                                            | ещё около 300 родов |  |  |  |                     |